# オーストラリア汎用フリゲート艦プログラム
- オーストラリア汎用フリゲート艦プログラム
- オーストラリア汎用フリゲートプログラム

オーストラリア汎用フリゲート艦プログラム（オーストラリアはんようフリゲートかんプログラム、英語: Australian general purpose frigate program）は、オーストラリアにおいて計画中のフリゲート調達計画である。  
2024年2月、オーストラリア政府はオーストラリア海軍（RAN）向けにフリゲート11隻を調達する計画を発表した。この艦は水上艦隊見直しにおいて提案されたもので、より大型のハンター級フリゲートとともにアンザック級フリゲートを置き換える。この計画はSEA 3000フリゲートプログラムとも呼ばれる。 
この新型汎用フリゲートは、ハンター級フリゲートやホバート級駆逐艦よりも安価かつ高性能な'Tier2'艦として運用され、船舶護衛任務や防空任務、水上目標への攻撃任務などが想定されている。4種類の設計は後述の独立調査委員会によって選定され、2025年内にオーストラリア政府が設計を決定、2026年内に起工される。3隻は海外での建造が予定されており、それ以降はオーストラリア国内で建造される。 

## 計画

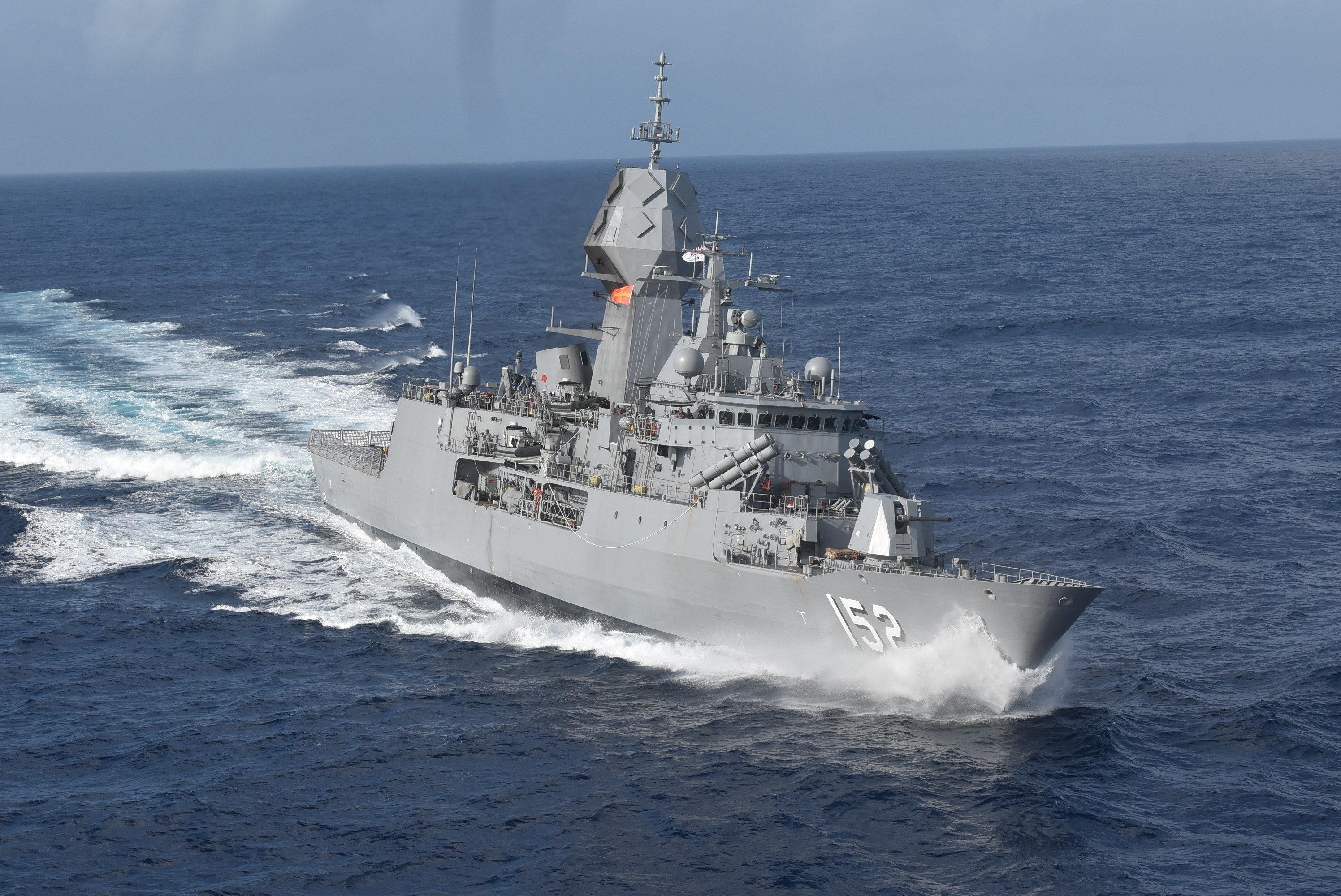
アンザック級フリゲートHMAS ワラムンガ（2021）

2023年オーストラリア国防戦略見直し（DSR）において、オーストラリア海軍によるハンター級フリゲート9隻の取得計画に対し懸念が表明された。同レビューでは、諸外国の海軍における小型艦艇大量建造のトレンドについても指摘された。これを受けて、オーストラリア政府は、将来の豪海軍における水上艦隊構成に関する独立調査委員会を発足させた。この委員会は、米海軍退役中将のウィリアム・ヒラリデスを代表として、元豪政府高官ローズマリー・ハクスタブル、豪海軍退役中将スチュアート・メイヤーも参加した。
同委員会による水上艦隊見直しおよびそれに対するオーストラリア政府の回答が2024年2月20日に公表された。その中で、調査委員会は「少なくとも7隻、理想的には11隻のTier2艦が、水中戦闘に最適化され、単独またはTier1艦と連携して運用して海上貿易航路・北方接近航路の警備または軍事資産の護衛にできる状態とする」状態を求めた。委員会は、これらの艦艇はヘリコプターを運用でき、「限られた数の僚艦・個艦防空」という防空能力を備え、地上目標への攻撃能力を備える必要があると指摘した。また、アンザック級フリゲートの老朽化を理由として、委員会は新艦艇の迅速な取得を勧告した。
オーストラリア政府はこれらの勧告を受け入れ、対応策の一環として「老朽化が進み、ますます脆弱化する水上戦闘艦隊がもたらすリスクに対処する」ために、汎用フリゲート11隻を建造すると発表した。また、ハンター級フリゲートの取得数を9隻から6隻に削減し、有人艦艇を支援するための、半無人大型水上艦艇6隻を建造することにも同意した。これにより、艦隊は9隻の'Tier1'艦（ハンター級フリゲート6隻、ホバート級駆逐艦3隻）で構成され、汎用フリゲートはオーストラリア海軍の中では比較的能力の低い'Tier2'艦に分類されることとなった。
オーストラリア政府は、汎用フリゲートを可能な限り早く就役させるため、本級の最初の3隻を海外で建造し、それ以降を西オーストラリア州のオーストラリア・マリン・コンプレックスで建造することとした。2024年2月に発表された計画によれば、政府は2025年までに新しいフリゲートの設計を決定し、2026年に起工する予定である。1番艦は2030年までに就役予定とされている。2024年4月、政府は汎用フリゲート予算として、2024年から2025年および2033年から2034年の間で70億から100億豪ドルを確約したが、この段階では予算は承認されていなかった。2024年半ば時点で、これらの艦艇の費用は55億から85億豪ドルになると推定されており、維持には2033年から2034年まで15億ドルが必要になると予想されている。

## 設計

### 設計案
水上艦隊見直しでは、4つの設計案が「模範的戦闘艦」とされ、「慎重な設計プロセスの基礎となるべき」と勧告され、オーストラリア政府はこれに同意した。当時、4つの設計案のすべてが外国海軍向けに建造中であった。
| スペイン | ALFA 3000型フリゲート            |
| 韓国     | 大邱級 FFX バッチII or バッチIII |
| ドイツ   | MEKO_A-200型フリゲート           |
| 日本     | 改もがみ型（新型FFM）            |

これらの設計に基づくと、汎用フリゲートの排水量は3,000トンから5,000トンになる可能性が高い。これは、排水量3,600トンのアンザック級と同程度であり、排水量1,0000トンのハンター級よりもはるかに小さい。これらのフリゲートはVLSを16セル以上搭載しており、これはアンザック級の2倍の数である。

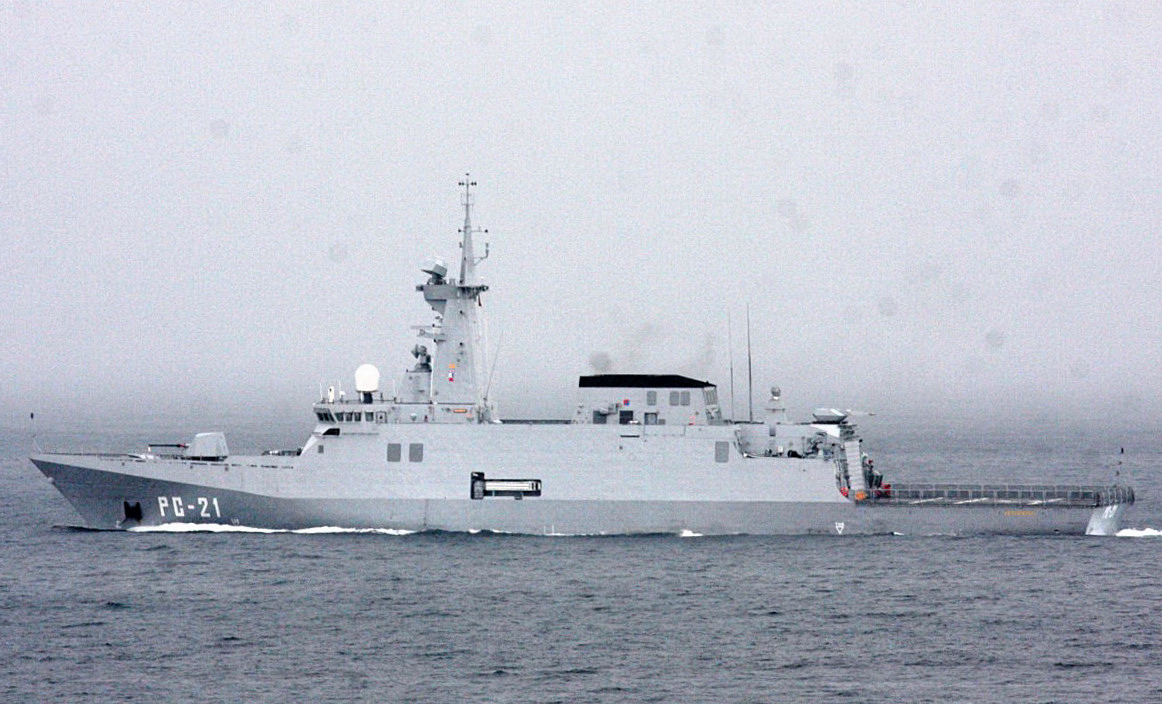
ベネズエラ巡視船グアイケリ：ALFA3000型の派生型
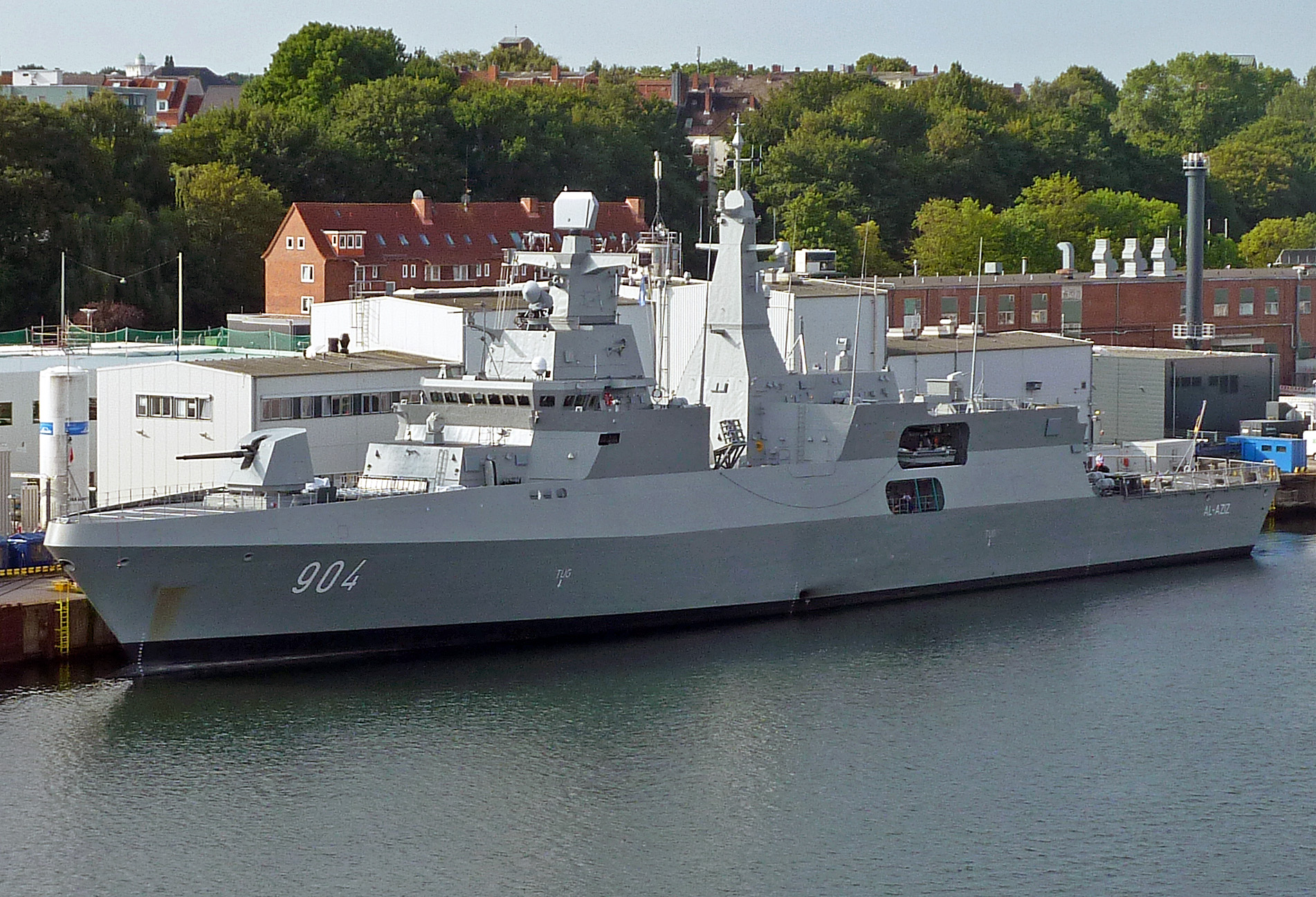
ENS アルアジズ：MEKO A-200型フリゲート
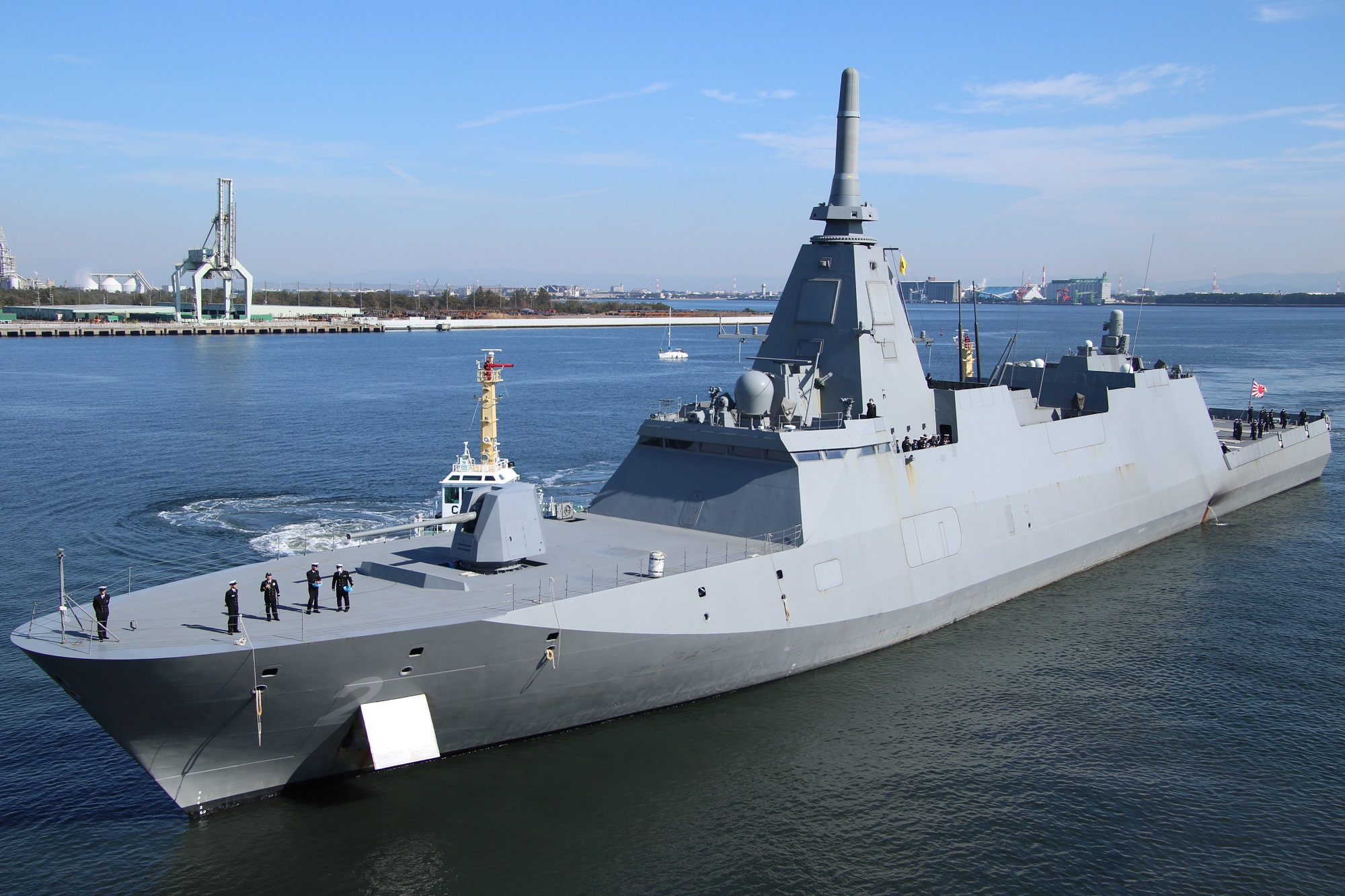
護衛艦くまの：もがみ型護衛艦

### 選定
2024年5月24日、オーストラリア国防省は造船会社5社に対し、「市場へのアプローチ」を送付し、提案された設計とオーストラリア海軍向けフリゲートの建造方法に関する情報提供を求めた。各社は3週間以内の情報提供を求められていた。これは、本級の最初の3隻のみを対象としたものであった。オーストラリア政府は、残りの艦艇をオーストラリア国内で建造するための計画について、別途各社に問い合わせを行う予定である。このアプローチが送付されたのは、ハンファオーシャン、ヒュンダイ、三菱重工業、ナバンティア、TKMSであった。
市場へのアプローチのひとつに、提出される設計は現在諸外国海軍で運用されている艦船を厳密にベースにしたものであることが明記された。オーストラリア国防省が受け入れる変更は、旧式化した機器の交換、またはオーストラリアの安全基準を満たすことのみである。プロジェクトオフィスは外国の設計から逸脱するすべての変更について、国家安全保障委員会に同意を求める必要がある。海軍本部長はオーストラリア政府から変更の提案を求められてはいないが、最終設計が必要な安全基準を満たすことを確認する責任がある。その結果、オーストラリア政府が大株主であるのにもかかわらず、CEAテクノロジーズ社製のレーダーは搭載されないこととなった。
2024年半ばに提案が受理された後、プロジェクトオフィスは各提案の実現可能か評価する。実現可能と判断された提案はさらなる評価が行われ、最終的な設計は2024年後半に選定される。これ以降のプロジェクトでは、標準的なオーストラリア海軍調達プログラムが適用される。
2024年11月7日、日本の三菱重工業およびドイツのTKMSの入札が、韓国のHHIおよびハンファオーシャン、スペインのナバンティアよりも優先して選定される事が報じられた。報道によると、選定された設計は3種類であり、TKMSは2種類のMEKO A200型のデザインを提案した。そのうち一つはエジプト海軍のアル・アジズ級フリゲートと同様の設計、SAABオーストラリアの9LV戦闘システムを搭載した「オーストラリア版」、そしてMHIによる新型FFMである。最終選定は2025年末までに行われ、3番艦までを建造する契約が2026年初頭に締結される予定である。
2025年8月5日、リチャード・マールズ国防大臣は、日本の三菱重工業が提案する新型FFMが正式に選定されたことを発表した。

## コメント
オーストラリアン・ファイナンシャル・レヴューのアンドリュー・ティレット氏は、ALFA3000型ともがみ型FFMの設計がオーストラリア政府の要求を最もよく満たすとしている。これは、ナバンティアおよび三菱造船所がアメリカのイージス武器システムとアメリカ製ミサイルの統合経験があるためだとしている。アジア太平洋防衛レポーター紙に寄稿したキム・バーグマン記者は、大邱級FFXバッチIIおよびバッチIIIの両方を推奨したのは委員会の誤りで、2つの設計は全く異なるものであり、オーストラリア政府が海上艦隊見直しへの回答を作成した時点でこの誤りに気付かなかったのも誤りだと主張した。バーグマン記者は、2つの設計の内、要求仕様を満たしているのはバッチIIIのみであると主張した。2024年2月、 オーストラリア戦略政策研究所の軍事評論家であるユーアン・グラハム氏は、ニュージーランドが海軍のアンザック級フリゲートを置き換えるため、本プログラムに参加する可能性があると示した。
市場へのアプローチ後、防衛コンサルティング会社であるストラテジック・アナリシス・オーストラリアのマイケル・シューブリッジ氏は、本プロジェクトの管理体制に対し懸念を表明した。艦艇の選定を急ぐとプロジェクトの後半で問題が発生する可能性があり、設計変更に対する抵抗がオーストラリア海軍における安全基準を満たさなくなってしまう可能性に言及した。

## 同型艦
最初の3隻は、原型艦としての設計に基づき海外で建造される予定である。その後、西オーストラリア州ヘンダーソンの造船所で、同様の設計に基づいてさらに3隻が建造される。最終バッチである5隻は、先行艦の運用実績に基づく設計改修と新技術が反映される。
| 艦名                  | 艦番号  | 建造所                         | 発注日  | 起工日  | 進水日  | 就役日  | 状況    | 艦名の由来 |
| バッチ1               | バッチ1 | バッチ1                        | バッチ1 | バッチ1 | バッチ1 | バッチ1 | バッチ1 | バッチ1    |
| --------------------- | ------- | ------------------------------ | ------- | ------- | ------- | ------- | ------- | ---------- |
| 未定                  |         | 三菱重工業                     |         |         |         | 2029    |         |            |
| 未定                  |         | 三菱重工業                     |         |         |         |         |         |            |
| 未定                  |         | 三菱重工業                     |         |         |         |         |         |            |
| バッチ2               |         |                                |         |         |         |         |         |            |
| 未定                  |         | 西オーストラリア州ヘンダーソン |         |         |         |         |         |            |
| 未定                  |         | 西オーストラリア州ヘンダーソン |         |         |         |         |         |            |
| 未定                  |         | 西オーストラリア州ヘンダーソン |         |         |         |         |         |            |
| バッチ3               |         |                                |         |         |         |         |         |            |
| 未定                  |         | 西オーストラリア州ヘンダーソン |         |         |         |         |         |            |
| 未定                  |         | 西オーストラリア州ヘンダーソン |         |         |         |         |         |            |
| 未定                  |         | 西オーストラリア州ヘンダーソン |         |         |         |         |         |            |
| 未定                  |         | 西オーストラリア州ヘンダーソン |         |         |         |         |         |            |
| 未定                  |         | 西オーストラリア州ヘンダーソン |         |         |         |         |         |            |
| *斜体は予定日を示す。 |         |                                |         |         |         |         |         |            |